# Kabaret Voltaire
Kabaret Voltaire byl umělecký noční klub v Curychu, který během své krátké historie zásadně přispěl ke vzniku anarchistického uměleckého hnutí známého jako Dada. Založil jej Hugo Ball se svou přítelkyní Emmy Henningsovou jako kabaret pro umělecké a politické performance. Dalšími zakladateli byli Marcel Janco, Richard Huelsenbeck, Tristan Tzara, a Sophie Taeuber-Arpová s Jeanem Arpem. Klub, nacházející se v zadní části populární hospody Holländische Meierei zahájil svou činnost 5. února 1916 a fungoval do léta téhož roku.
Obnovený Cabaret Voltaire v původních prostorách zahájil provoz v roce 2004.

## Historie

Plakát oznamující otevření kabaretu Voltaire dne 5. února 1916, litografie Marcela Slodkiho.

Během první světové války bylo Švýcarsko neutrální zemí, a mezi uprchlíky přicházejícími do Curychu byli také umělci z celé Evropy. Ball a Hennings se sblížili s Ephraimem Janem, patronem podniku Holländische Meierei, adresou Spiegelgasse 1, který již v roce 1915 hostil první curyšský literární kabaret Pantagruel. Jan umělcům dovolil využít pro svá představení zadní místnost podniku. Tisková zpráva vydaná 2. února 1916 oznamující otevření klubu uvádí:

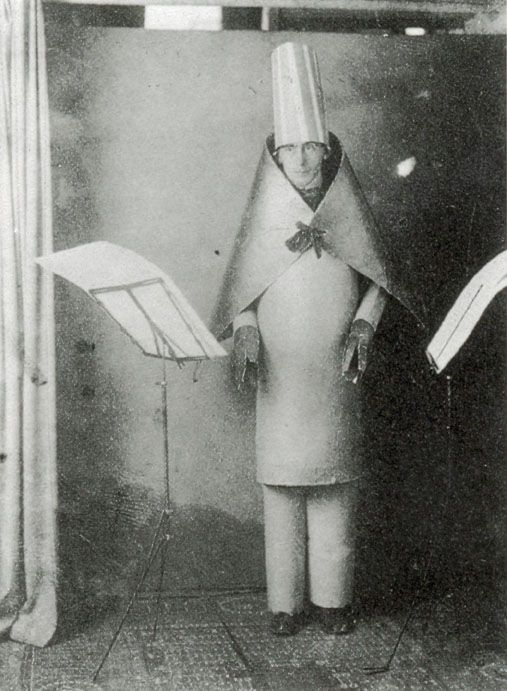
Hugo Ball účinkující v kabaretu Voltaire, 1916

Kabaret Voltaire. Pod tímto názvem se zformovala skupina mladých umělců a spisovatelů s cílem stát se centrem umělecké zábavy. Kabaret bude v zásadě provozován umělci, stálými hosty, kteří po každodenních setkáních provedou hudební nebo literární představení. Mladí curyšští umělci všech uměleckých směrů jsou zváni, aby se k nám připojili s nápady a podněty.

Kabaretní představení zahrnovala mluvené slovo, tanec a hudbu. Během těchto často hlučných a hrubých soaré umělci experimentovali s novými formami performancí jako zvuková poezie nebo simultánní básnické recitace. Předváděné umění, často zmatené a surové, zrcadlilo zničující chaos světové války zuřící všude kolem. Přinejmenším při jedné příležitosti publikum napadlo aktéry na jevišti. Ačkoliv se kabaret měl stát rodištěm dadaistického hnutí, účinkovali v něm umělci všech avantgardních směrů, včetně futuristy Marinettiho. Kabaret předváděl radikálně experimentující umělce, z nichž mnozí změnili tvář svých uměleckých disciplín; mezi nejvýznamnější patřili Vasilij Kandinskij, Paul Klee, Giorgio de Chirico, Sophie Taeuber-Arpová a Max Ernst.
Dne 28. července 1916 zde Hugo Ball přečetl Manifest Dada. V červnu také vydal stejnojmenný žurnál. Obsahoval díla umělců jako byl básník Guillaume Apollinaire a jeho obálku navrhl Hans Arp.
Kabaret Voltaire prakticky ukončil svou činnost v létě 1916. Zatímco dadaistické hnutí bylo teprve na svém počátku, do roku 1917 nadšení vytvořené kabaretem Voltaire vyprchalo a umělci se přesunuli do jiných curyšských podniků, jako byla Galerie Dada na Bahnhofstrasse 19 a po skončení války pak odešli do Paříže a Berlína.

## Obnovení kabaretu
Budova která hostila kabaret Voltaire byla koncem 20. století neudržovaná a zchátralá. Na přelomu let 2001 a 2002, na protest vůči jejímu plánovanému uzavření a přeměně na lékárnu a kondominium, budovu ilegálně obsadila skupina umělců z prostředí umělecké skupiny Kroesus (Fondation Kroesus), označující se za neo-dadaisty. Tento čin prezentovali za signál nové generaci umělců, aby se spojili ke znovuzrození hnutí Dada.
Během tří měsíců se zde konala řada performancí, večírků, večerů poezie a filmových nocí. Mezi účastníky patřili umělci Ingo Giezendanner, Lennie Lee, Leumund Cult, Mickry3, Xeno Volcano & Elektra Sturmschnell, Aiana Calugar a Dan Jones. Budova dostala výzdobu fasády i interiéru. Squatting dostal budovu a její uměleckohistorické souvislosti poprvé do širšího povědomí obyvatel Curychu. Tohoto uměleckého experimentu se zúčastnily tisíce lidí z Curychu a jeho okolí. Dne 2. dubna 2002 policie obyvatele z domu vystěhovala, následně byl vyklizen a začal být městem Curych pravidelně provozován jako kulturní zařízení.  
Cabaret Voltaire, který dostal roku 2004 institucionální formu, je volně spojen s některým postdadaisty jako Jonathan Meese. Nový Cabaret Voltaire vznikl díky příspěvkům přátel Dada. V létě 2004 byl zvolen ředitelem Philipp Meier a spoluředitelem Adrian Notz. Tím pádem podnik na Spiegelgasse 1 postoupil do fáze profesionalizace. Až do konce roku 2013 Philipp Meier vedl oddělení „PostDADA“, zatímco Adrian Notz zodpovídal za sekci „DADAlogie“. Od roku 2012 je jediným ředitelem Adrian Notz. V suterénu se nachází výstavní prostor – „Krypta“ a obchod. V patře je umístěna kavárna s prostorem pro představení, nacházející se v původní zadní místnosti, bývalé Meierei.
Podnik je financován z veřejných i soukromých zdrojů. Město Curych kryje náklady na pronájem. V roce 2008 SVP nechala uspořádat referendum k ukončení financování Cabaret Voltaire z městských prostředků. Jasná většina hlasujících se však vyslovila pro pokračovaní účasti města na chodu kabaretu, což mu zajistilo další budoucí existenci.